# ران إسحاق
ران إسحاق (بالعبرية: רן יצחק‏) هو لاعب كرة قدم إسرائيلي في مركز الهجوم، ولد في 9 أكتوبر 1987 في Tel Te'omim ‏ في إسرائيل. لعب مع اتحاد أبناء سخنين وهابوعيل تل أبيب وهبوعيل حيفا.

## وصلات خارجية
- ران إسحاق على موقع قاعدة بيانات كرة القدم.إي يو (الإنجليزية)